# Karwinskia subcordata
Karwinskia subcordata är en brakvedsväxtart som beskrevs av Diederich Franz Leonhard von Schlechtendal. Karwinskia subcordata ingår i släktet Karwinskia och familjen brakvedsväxter. Inga underarter finns listade i Catalogue of Life.